# Zsófia Magdolna dán királyi hercegnő
Zsófia Magdolna (Koppenhága, Dánia, 1746. július 3. – Ulriksdali palota, Svédország, 1813. augusztus 21.), Svédország királynéja 1771 és 1792 között III. Gusztáv svéd király feleségeként.
1746-ban született a Dán–Norvég Birodalom királyi családjának, az Oldenburg-ház tagjaként. Ő volt V. Frigyes dán és norvég király és Hannoveri Lujza első leánya. Már ötéves korában eljegyezték Gusztáv svéd koronaherceggel, a hagyományosan feszült két skandináv királyság viszonyának javítása érdekében. Házasságára 1766-ban került sor, majd 1771-ben Adolf Frigyes svéd király halálát követően férje került a trónra, ezzel svéd királyné vált belőle.
Dinasztikus házassága sikertelennek bizonyult. A két ország politikai viszonyának remélt rendeződése nem valósult meg, házasságuk pedig személyi szinten is boldogtalan volt. Zsófia Magdolna csendes, visszahúzódó és komoly természetű személy volt, nehezen tudott alkalmazkodni a férje által kedvelt nagy társasági élethez. Királynéi teendőit kötelességtudóan végezte, ám az udvari élet elől visszahúzódva, néhány barátjával körülvéve érezte magát a legjobban. A mössorna berkein belül kedvelték a királynét, akire mint az erény és vallásosság szimbólumára tekintettek.
Miután férjét, III. Gusztáv királyt 1792 márciusában meggyilkolták, Zsófia Magdolna özvegykirályné teljesen visszavonult a közélettől. 1813 nyarán, hatvanhét éves korában hunyt el az ulriksdali palotában. A svéd trónt egyetlen felnőttkort megért fia, IV. Gusztáv Adolf örökölte.

## Életrajza

### Ifjúkora

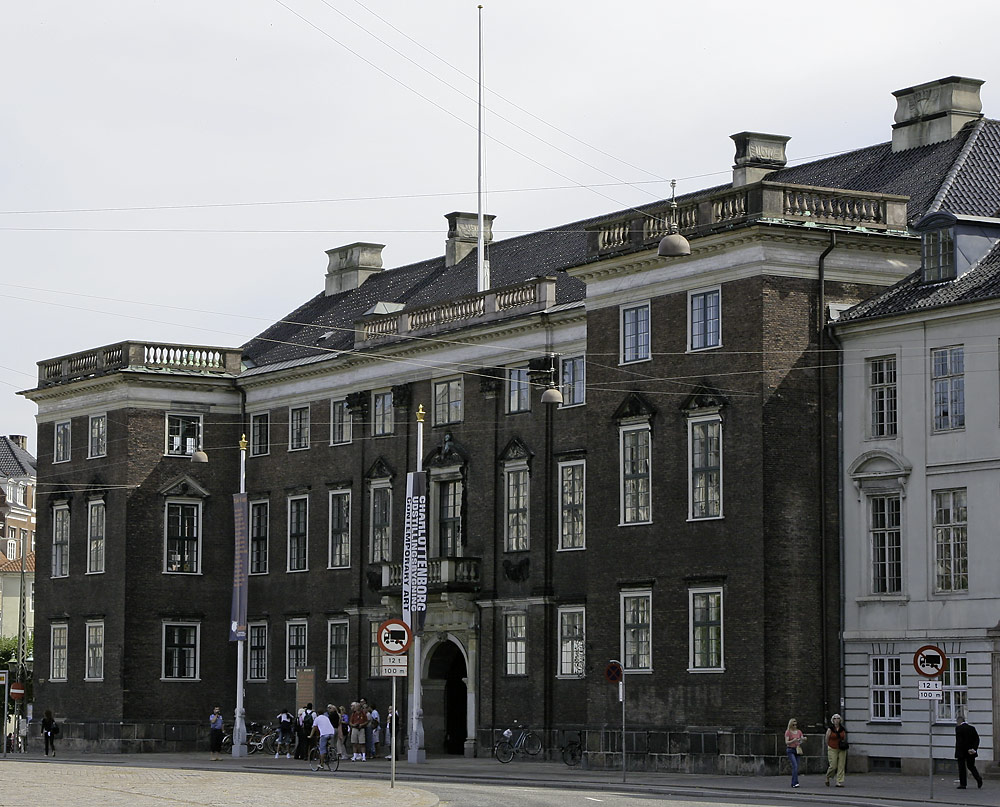
A dán koronaherceg, Frigyes és családjának rezidenciája, egyben Zsófia Magdolna születési helyszíne, a Charlottenborg palota

A hercegnő 1746. július 3-án látta meg a napvilágot szülei rezidenciáján, a Koppenhága központjában található Charlottenborg palotában. Apja Frigyes dán koronaherceg, míg édesanyja II. György brit király leánya, Hannoveri Lujza volt. A hercegnő nevét apai nagyanyjáról, Zsófia Magdolna királynéról kapta.
Mindössze egy hónappal születését követően, 1746. augusztus 6-án elhunyt nagyapja, VI. Keresztély dán és norvég király. Őt a hercegnő édesapja követte a trónon V. Frigyes néven. Egy évvel később, 1747. június 3-án szülei elsőszülött fia is elhunyt, ezzel Zsófia Magdolna lett a svéd trón feltételezett örököse egészen 1749 januárjáig, Keresztély koronaherceg születéséig.
Szülei életben maradt négy gyermeke közül Zsófia Magdolna lett a legmagasabb. Adolf Ludvig Hamilton udvari kamarás leírása alapján az ifjú hercegnő szőke, enyhén kidülledő nagy kék szemekkel, vastag ajakkal rendelkezett, megjelenése fenséges volt. Édesanyja korai, 1751 decemberében bekövetkezett halála után a hercegnő szigorú vallásos nevelésben részesült. Később jó kapcsolatot alakított ki apja második feleségével, Julianna Mária királynéval, ám alkoholista édesapjával sosem került közeli viszonyba.

### Eljegyzése körülményei

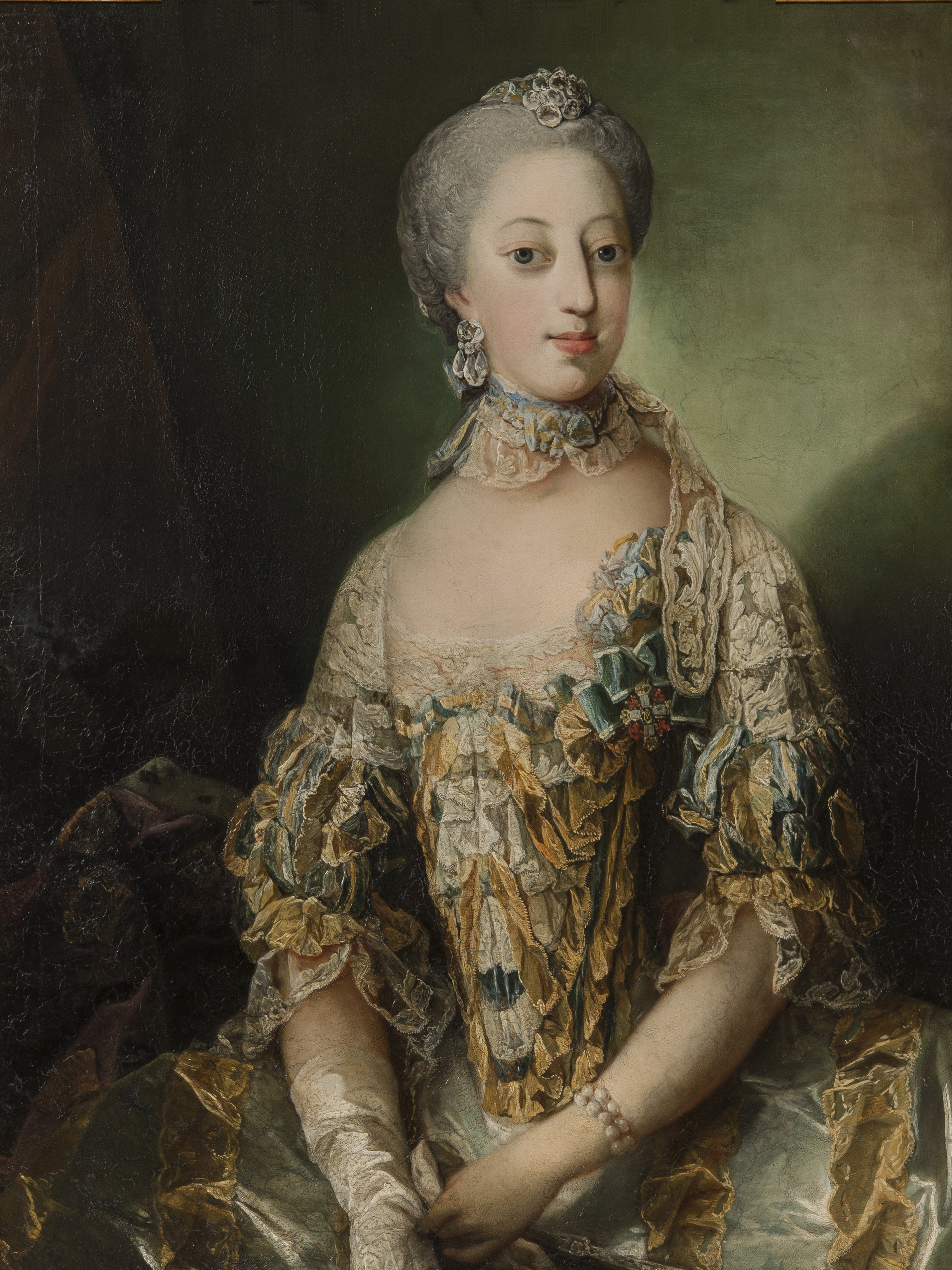
Zsófia Magdolna 1766-ban, mint Svédország koronahercegnéje (Carl Gustaf Pilo)

Még 1751 tavaszán a hercegnőt eljegyezték Gusztáv svéd koronaherceggel. A házasságra azért volt szükség, hogy mielőbbi békét teremtsenek a két nemzet között, révén, hogy a dán–svéd viszony különösen feszült volt az 1743-as svéd királyválasztás után, amikor is nem a dán jelölt került ki győztesen, hanem a Holstein–Gottorp-házból való Adolf Frigyes. Az eljegyzést aggodalommal fogadta a hercegnő édesanyja, Lujza királyné, aki tartott a híresen erős személyiségű svéd királynétól, Poroszországi Lujza Ulrikától. A svéd királyné maga sem támogatta a házasságot, ő azt akarta, hogy fia Frigyes Vilmos brandenburg–schwedti őrgróf leányát, Filippát vegye feleségül.
Lujza Ulrika mindent megtett, hogy érvénytelenítse Zsófia Magdolna és fia eljegyzését. Tárgyalt az orosz cárnővel, Nagy Katalinnal, valamint fivérével, Nagy Frigyes porosz királlyal is, hogy valamilyen politikai előnyt szerezzen Dániának a házasság felbontásáért cserébe. A svéd közvélemény azonban támogatta az eljegyzést, abban bíztak, hogy Zsófia Magdolna olyan lesz, mint a legutolsó dán származású svéd királyné, Idősebb Ulrika Eleonóra, aki kedvességéről és jótékonykodásairól volt közismert. Az eljegyzést hasonlóan pozitívnak tekintette a mössorna nevű politikai csoportosulás is, akik a svéd királyné szöges ellentétét látták a fiatal és erélyes hercegnőben.
Mivel a svéd koronaherceg is fel akarta számolni erős akaratú édesanyja befolyását, így elszánt volt a Zsófia Magdolnával kötendő dán eljegyzés mellett. A frigyet végül 1766. április 3-án hivatalosan is bejelentették.

### Házassága

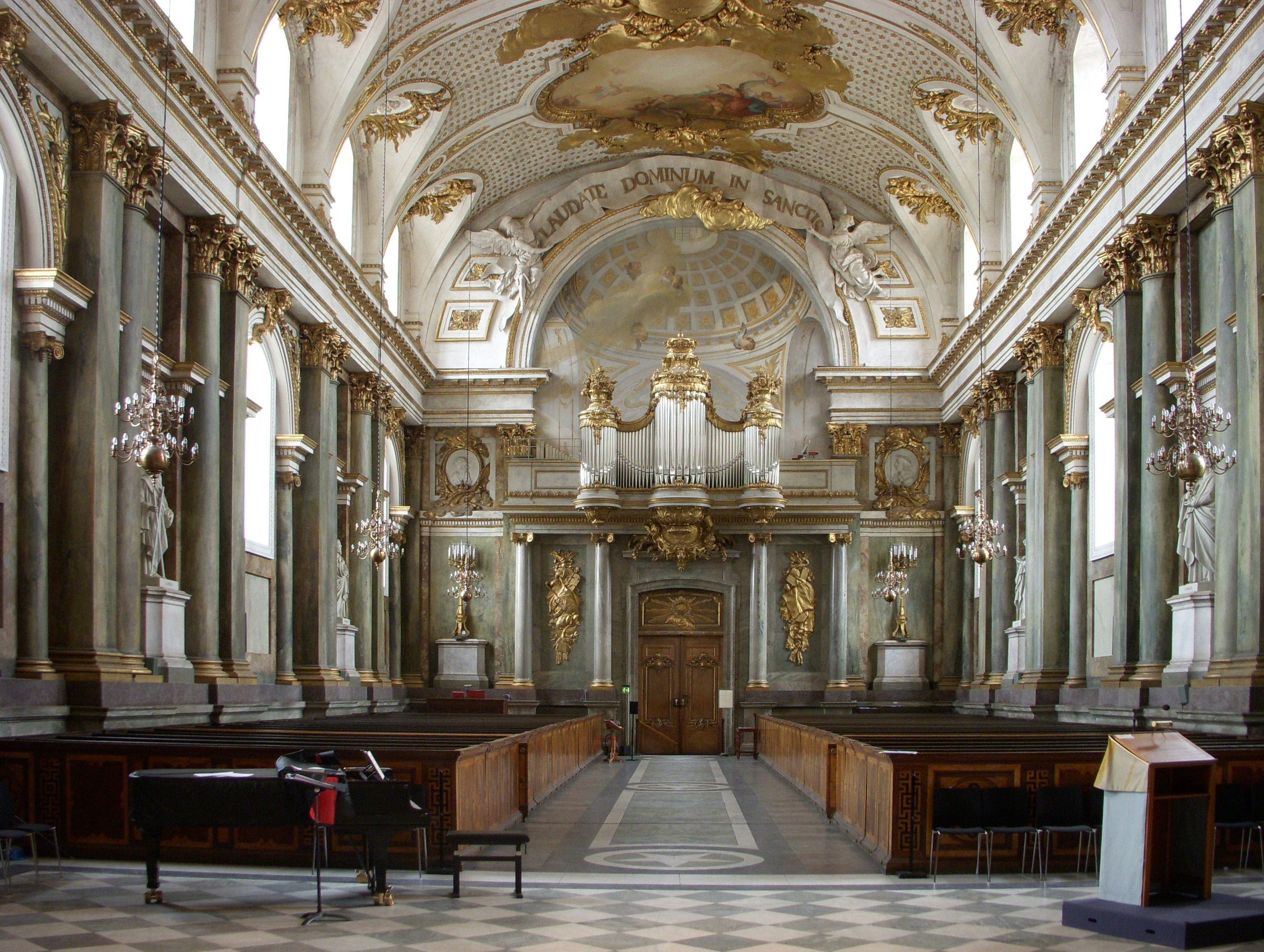
A stockholmi királyi palota kápolnája, ahol esküvőjükre hivatalosan is sor került 1766. november 4-én

A hercegnő 1766. október 1-jén képviselők útján hozzáment Gusztáv koronaherceghez a Christiansborg palotában. A szertartáson a svéd koronaherceget Zsófia Magdolna féltestvére, Frigyes koronaherceg képviselte. Ezt követően útnak indult a dániai Kronborgból az Øresundon át a svéd Helsingborgba. Ott partot érve a koronaherceg mellett a svédországi dán nagykövet, Schack báró, valamint sógora, Károly hesseni herceg fogadta. A pár innen Stockholm felé vette az irányt.
Október 27-én találkozott apósával, Adolf Frigyes svéd királlyal. Első találkozójára rettegett anyósával, Lujza Ulrikával másnap, október 28-án került sor. Szintén aznap a svéd királyi udvarnak is bemutatták a Drottningholm palotában. Fogadtatása pozitív volt: az udvar előkelőségei nagyon szépnek találták. Végül 1766. november 4-én személyesen is megházasodtak Gusztávval a stockholmi palota kápolnájában.